# Brunswick-Wolfenbüttel
Il Brunswick-Wolfenbüttel (in tedesco: Braunschweig-Wolfenbüttel) era una suddivisione del ducato di Brunswick-Lüneburg, la cui storia venne caratterizzata da numerose divisioni e riunificazioni, e col suo seggio al Reichstag. Varie furono le linee dinastiche della casa dei Guelfi che governarono il Brunswick-Wolfenbüttel sino alla dissoluzione del Sacro Romano Impero nel 1806. Come risultato del Congresso di Vienna, lo stato venne inglobato nel Ducato di Brunswick dal 1814.

## Storia

### Il medioevo
Dopo che Otto il Bambino, nipote di Enrico il Leone, ebbe riottenuto i beni allodiali della sua famiglia (situati nell'area dell'attuale Bassa Sassonia e Sassonia-Anhalt) dall'Imperatore Federico II il 21 agosto 1235 come feudo imperiale sotto il nome di ducato di Brunswick-Lüneburg, il ducato venne diviso nel 1267/1269 tra i suoi figli.
Alberto I (chiamato anche Alberto l'Alto) (1236-1279) ottenne le regioni attorno a Brunswick-Wolfenbüttel, Einbeck-Grubenhagen e Gottinga-Oberwald. Egli fondò così il vecchio ramo della casa di Brunswick e gettò le basi per quello che sarebbe diventato il principato di Brunswick-Wolfenbüttel. Suo fratello Giovanni (1242-1277) ereditò le terre attorno a Luneburgo e fondò il vecchio ramo della casa di Luneburgo. La città di Braunschweig rimase sotto il governo di entrambi.
L'area fra Braunschweig e Wolfenbüttel venne ulteriormente suddivisa nei decenni successivi. Per esempio, le linee di Grubenhagen e Gottinga rimasero divise per un po' di tempo. Ugualmente, nel 1432 le aree tra le colline del Deister ed il fiume Leine, che erano state concesse contemporaneamente alla casa di Brunswick, vennero suddivise a formare il Principato di Calenberg.

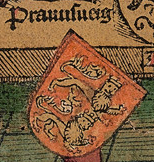
Stemma del ducato nel Schedelsche Weltchronik di Hartmann Schedel del 1493

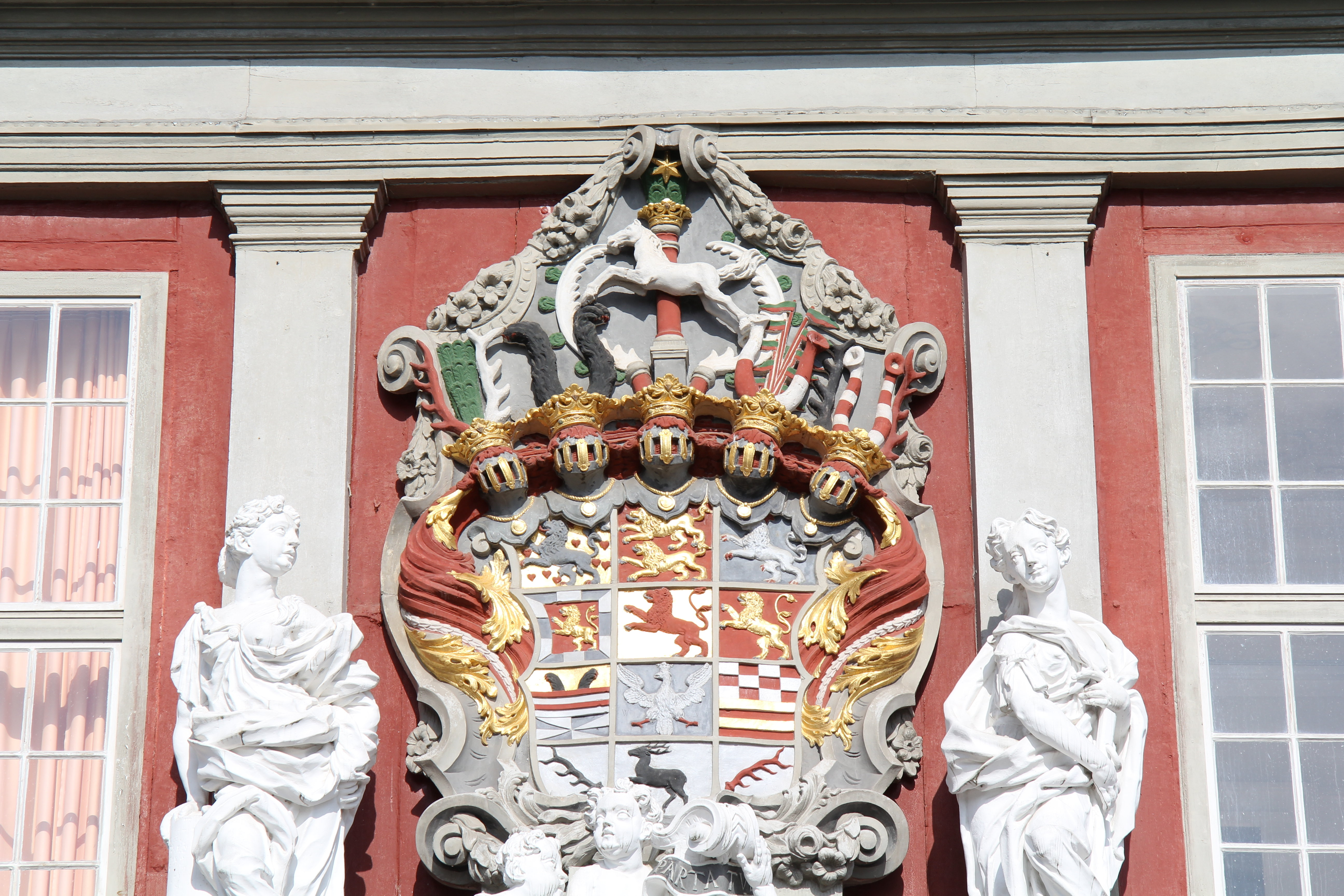
Stemma del principato, dal portale d'ingresso del castello di Wolfenbüttel

Nel frattempo i duchi iniziarono a disputarsi la sovranità sulla città di Braunschweig e, nel 1432, spostarono la loro residenza al castello di Wolfenbüttel, nella valle del fiume Oker, circa 12 chilometri a sud di Braunschweig. Il castello costruito qui dai duchi di Brunswick-Lüneburg - di comune accordo con la cancelleria ducale, la corte e gli archivi - divenne il centro nevralgico della regione dalla quale venne diretto tutto il ducato di Brunswick-Wolfenbüttel. Per lungo tempo la sovranità ricadette anche sui principati di Calenberg-Gottinga e Grubenhagen, il principato vescovile di Halberstadt, gran parte del principato vescovile di Hildesheim, le contee di Hohnstein e Regenstein, le baronie di Klettenberg e Lohra e parti della Contea di Hoya e del Basso Weser. Furono questi gli anni di un grande implemento di insediamenti che significativamente prendevano il nome dal duca regnante come Auguststadt, Juliusstadt e Heinrichstadt.
A seguito della dodicesima divisione del ducato nel 1495, in cui il Principato di Brunswick-Calenberg-Gottinga venne ridiviso nelle componenti dei suoi territori, il duca Enrico il Vecchio ottenne il governo delle terre di Braunschweig, ove fece costruire anche la propria residenza. Da allora il nome del principato fu "Brunswick-Wolfenbüttel".

### Epoca moderna
I regni dei duchi Enrico il Giovane, Giulio e Enrico Giulio si susseguirono all'insegna dell'espansione della residenza di Wolfenbüttel e nell'espansione del principato.
Nel 1500 Brunswick-Wolfenbüttel divenne parte del Circolo della Bassa Sassonia nell'ambito del Sacro Romano Impero.
Dal 1519 al 1523 il principato entrò in guerra con i principati di Hildesheim e Luneburgo per l'Abbazia di Hildesheim, malgrado la sonora sconfitta subita nella Battaglia di Soltau.

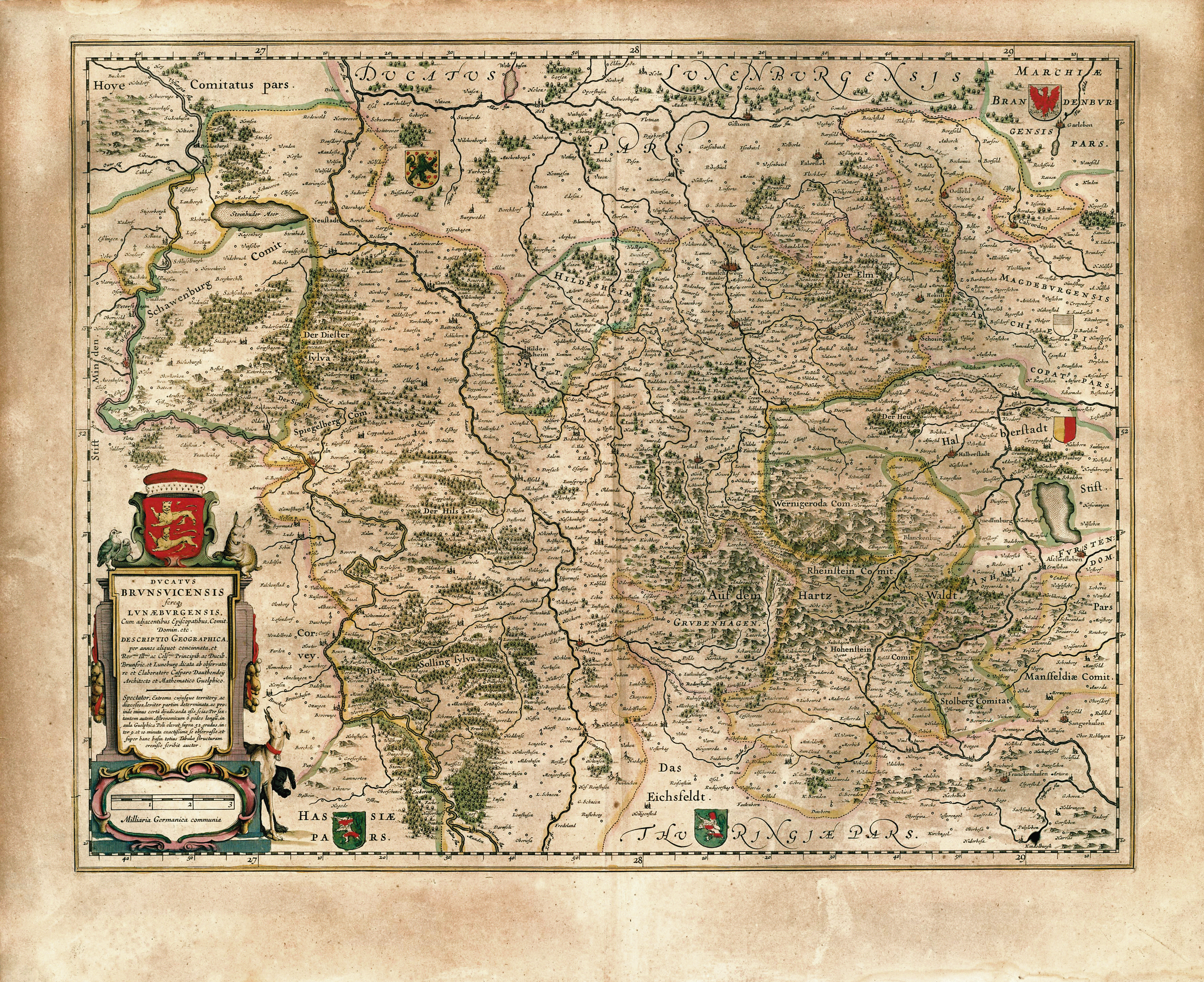
Ducatus Brunsvicensis, 1645

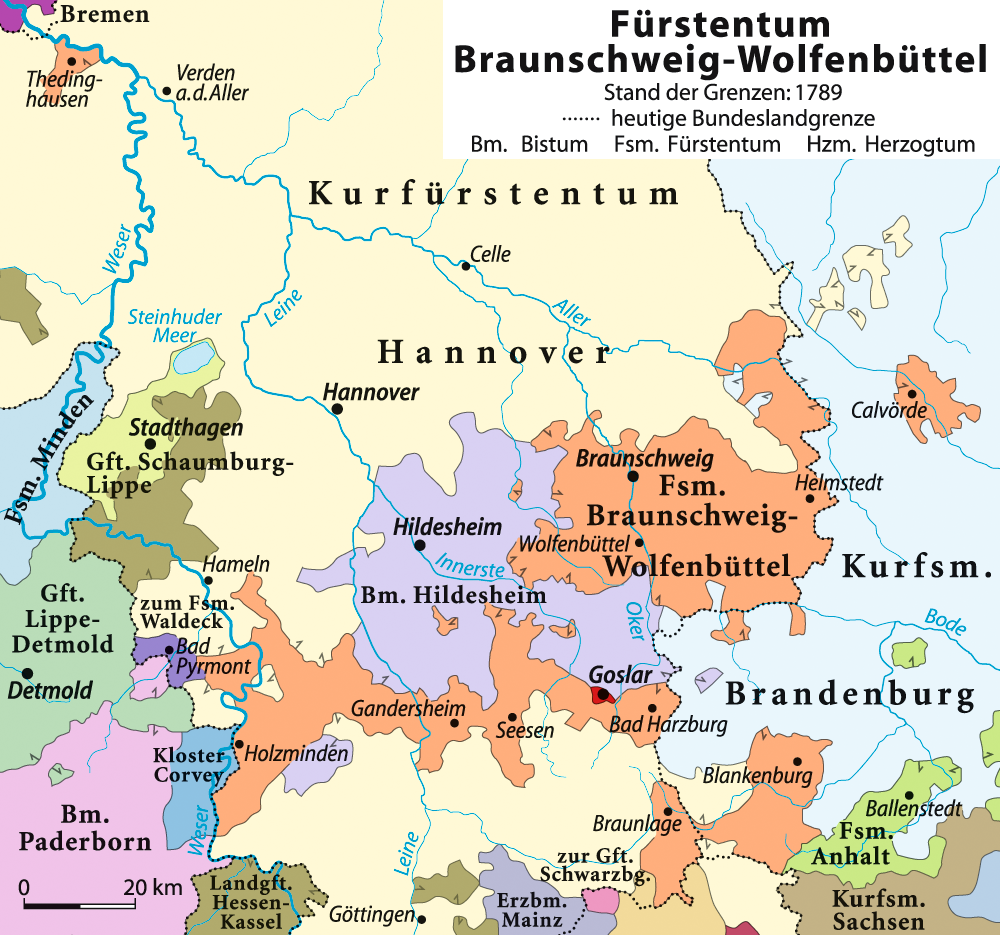
Il territorio del principato nel 1789

Nella Guerra dei Trent'anni Wolfenbüttel era la più importante fortezza della Germania settentrionale, riuscendo ad ogni modo a sopravvivere alla guerra pesantemente danneggiata. La linea di Wolfenbüttel si estinse durante la guerra.
Nel 1571 il castello ed il villaggio di Calvörde divennero parte del principato grazie al duca Giulio di Brunswick.
Nel 1635 il duca Augusto il Giovane, della linea collaterale di Lüneburg-Dannenberg, prese le redini del potere del principato e fondò la nuova casa di Braunschweig. Sotto il suo governo Wolfenbüttel raggiunse il suo zenith culturale tra cui la costruzione della biblioteca ducale, una delle più grandi d'Europa all'epoca della sua fondazione. Nel 1671 la città di Braunschweig venne aggiunta ai domini.
Nel 1735 quando si estinse la linea regnante, i domini passarono alla linea di Brunswick-Bevern, fondata nel 1666.
Nel 1753/1754 la residenza dei duchi di Wolfenbüttel tornò a Braunschweig, ove venne costruito il palazzo ducale di Braunschweig. I lavori per il nuovo castello ebbero inizio nel 1718 e vennero guidati dall'architetto Hermann Korb. L'effetto per Wolfenbüttel fu catastrofico in quanto la città ridusse drasticamente la propria popolazione da 12.000 a 4.000 abitanti. Solo gli archivi, l'ufficio ecclesiastico e la grande biblioteca rimasero in città.
I grandi giardini della città vennero abbandonati per divenire orti e campi di coltivazione e tale rimase il paesaggio praticamente sino al XX secolo. I giardini erano situati presso le tre grandi porte della città: la Herzogtor, la Harztor e la Augusttor.
Wolfenbüttel divenne anche una città attiva sotto il profilo scolastico: nel 1753 vi venne fondato un collegio per la formazione per gli insegnanti che poi divenne orfanotrofio e si evolvette sino all'attuale Harztorwall Schule.
Politicamente il Brunswick-Wolfenbüttel divenne uno degli alleati più fedeli alla Prussia, ancora di più dopo il matrimonio strategico del principe ereditario Federico (poi asceso al trono col nome di Federico II, detto il Grande) con la duchessa Elisabetta Cristina.
Durante l'era di Carlo I, vi furono grandi scoperte in campo culturale e scientifico: venne promossa la costruzione di un teatro e venne incoraggiata l'educazione. Nel 1753 la collezione di storia naturale ducale venne aperta al pubblico (attualmente è riunita nel locale museo di storia naturale). L'impresa venne supportata dall'abate Johann Friedrich Wilhelm Jerusalem, già fondatore del Collegium Carolinum dell'Università di Braunschweig.
Nell'agosto del 1784 Johann Wolfgang von Goethe soggiornò a Braunschweig in missione politica, col duca Carlo Augusto di Sassonia-Weimar-Eisenach il quale era promotore della lega dei principi ed era venuto in questo paese per accogliere il consenso del duca Carlo Ferdinando, che glielo accordò il 30 agosto di quell'anno.

### L'era napoleonica ed il trasferimento al Ducato di Brunswick
Come risultato della mediatizzazione della Germania il 25 febbraio 1803, il principato ottenne i territori delle abbazie secolarizzate di Gandersheim e Helmstedt.
Nel 1806 il duca Carlo Guglielmo Ferdinando venne mortalmente colpito da un generale prussiano nel corso della Battaglia di Auerstedt. Dopo un breve interregno, Brunswick venne occupata dal 1807 al 1813 dalle truppe napoleoniche e divenne parte del Regno di Vestfalia.
Dopo la fine dell'epoca napoleonica il governo dello Stato sovrano venne ristabilito sotto il nome di Ducato di Brunswick.

## Duchi di Brunswick-Wolfenbuttel

### Casa di Brunswick
- Enrico I, 1400-1409
- Bernardo, 1409-1428
- Guglielmo I 1428-1432. (Primo periodo)
- Enrico II 1432-1473. "il Pacifico"
- Guglielmo I 1473-1482. (Secondo periodo). Guglielmo riottenne il controllo di Wolfenbüttel alla morte del fratello e la lasciò ai suoi due figli.
- Coreggenza:
  - Federico I 1482-1484. Imprigionato e privato del potere dal fratello minore.
  - Guglielmo II 1484-1491. Prende il pieno controllo di Wolfenbüttel, quindi cede Wolfenbüttel ai figli.
- Coreggenza:
  - Eric 1491-1494. Divide i territori nel 1494, ottenendo Calenberg.
  - Enrico III 1491-1514. Unico reggente di Wolfenbüttel dal 1494.
- Enrico IV 1514-1568. Si converte al luteranesimo.
- Giulio 1568-1589. Acquisisce Calenberg nel 1584 alla morte del cugino.
- Enrico V Giulio 1589-1613
- Federico II Ulrico 1613-1634. Ultimo della linea maschile dei discendenti di Enrico di Brunswick-Lüneburg, la casata continua coi Duchi di Calenberg.

### Casa di Dannenberg
Alla morte di Federico II Ulrico, i suoi domini passarono ai lontani cugini regnanti a Lüneburg. Wolfenbüttel venne ceduta ad Augusto I, figlio di Enrico di Dannenberg.
- Augusto I 1634-1666
- Coreggenza:
  - Rodolfo Augusto 1666-1704
  - Antonio Ulrico 1666-1714
- Augusto II Guglielmo 1714-1731
- Luigi Rodolfo 1731-1735

### Casa di Brunswick-Bevern
- Ferdinando Alberto 1735
- Carlo I 1735-1780. Spostò la corte ducale da Wolfenbüttel a Brunswick nel 1753.
- Carlo II Guglielmo Ferdinando 1780-1806
- Federico III Guglielmo 1806-1815

Il figlio di Federico III Guglielmo, Carlo III, (non ancora maggiorenne all'epoca della morte del padre) divenne il primo Duca di Brunswick indipendente.